# Prvenstvo Avstralije 1934
Prvenstvo Avstralije 1934 v tenisu.

## Moški posamično
Fred Perry :  Jack Crawford, 6–3, 7–5, 6–1

## Ženske posamično
Joan Hartigan Bathurst :  Margaret Molesworth, 6–1, 6–4

## Moške dvojice
Pat Hughes /  Fred Perry :   Adrian Quist /  Don Turnbull, 6–8, 6–3, 6–4, 3–6, 6–3

## Ženske dvojice
Margaret Molesworth /  Emily Hood Westacott :  Joan Hartigan Bathurst /  Ula Valkenburg, 6–8, 6–4, 6–4

## Mešane dvojice
Joan Hartigan Bathurst /  Edgar Moon :  Emily Hood Westacott /  Ray Dunlop, 6–3, 6–4